# Rada Powiatu Polickiego
Rada Powiatu Polickiego – organ stanowiący i kontrolny samorządu powiatu polickiego z siedzibą w Policach, istniejący od 1998. W jego skład wchodzą radni wybierani w powiecie polickim, w wyborach bezpośrednich na kadencję trwającą pięć lat (do 2018 kadencja trwała cztery lata).

## Wybory do Rady Powiatu
Radni do Rady Powiatu Polickiego są wybierani w wyborach co 5 lat (do 2018 co 4) w trzech okręgach wyborczych, które nie mają swoich oficjalnych nazw. Zasady i tryb przeprowadzenia wyborów określa odrębna ustawa.
| Nr okręgu | Gminy                           | Liczba | Liczba wyborców w 2018 |
| --------- | ------------------------------- | ------ | ---------------------- |
| 1         | Gmina Kołbaskowo                | 3      | 9 199                  |
| 2         | Gmina Dobra i Gmina Nowe Warpno | 6      | 17 887                 |
| 3         | Gmina Police                    | 10     | 31 015                 |
|           | Razem (Σ)                       | 19     | 58 101                 |

## Organizacja Rady Powiatu
Radę powiatu tworzy 19 radnych, którzy wybierają spośród siebie przewodniczącego i 2 wiceprzewodniczących. Radni pracują w tematycznych komisjach? Komisje:
Komisja Rewizyjna
Komisja Skarg, Wniosków i Petycji:
Komisja Budżetu, Finansów i Mienia Powiatu
Komisja Edukacji i Kultury
Komisja Promocji, Rozwoju, Sportu i Turystyki
Komisja Środowiska, Infrastruktury i Rolnictwa
Komisja Zdrowia, Bezpieczeństwa, Pomocy Społecznej i Polityki Rodzinnej

## Radni Powiatu (stany na koniec kadencji)

### II kadencja (2002-2006)
SLDUP: 5 
     WS Gryf: 5 
     Przymierze Obywatelskie: 3 
     PO: 3 
     PSL: 1 
Kluby radnych
- Sojusz Lewicy Demokratycznej – Unia Pracy – 5 radnych:
  - Janusz Roźmiej, Grzegorz Pietrek, Irena Gilewska, Henryk Ćwiacz, Wojciech Jagielski
- Wspólnota Samorządowa Gryf – 5 radnych:
  - Ryszard Starzec, Lech Bartnik, Elżbieta Kruszyńska, Janina Dobosz, Cezary Arciszewski
- Przymierze Obywatelskie – 3 radnych:
  - Alicja Gajos, Ewa Chmielewska, Stanisław Szymaszek
- Platforma Obywatelska – 3  radnych:
  - Grażyna Jaguszewska, Edward Jędruch, Leszek Guździoł
- niezrzeszeni – 1 radny:
  - Jan Wołek (Polskie Stronnictwo Ludowe)

### III kadencja (2006-2010)
PO: 7 
     WS Gryf: 4 
     PIS: 4 
     NP: 2 
     LR: 1 
     Przymierze: 1 
Kluby radnych
- Platforma Obywatelska – 7 radnych:
  - Anna Rybakiewicz, Cezary Atamańczuk, Grażyna Jaguszewska, Władysław Borowski, Andreas Kardziejonek, Edward Jędruch, Leszek Guździoł
- Wspólnota Samorządowa Gryf – 4 radnych:
  - Waldemar Echaust, Ryszard Grodkowski, Janina Dobosz, Cezary Arciszewski
- Prawo i Sprawiedliwość – 4 radnych:
  - Mariusz Sarnecki, Tedeusz Koźluk, Stanisław Nazar, Kazimierz Drzazga
- niezrzeszeni – 4 radnych:
  - Izabela Wesołowska-Kośmider (Nowe Police), Magdalena Goc-Zięciak (Nowe Police), Wojciech Jagielski (Lewica Razem), Ryszard Partyka (Przymierze)

### IV kadencja (2010-2014)
PO: 10 
     Gryf XXI: 6 
     PIS: 2 
     IWK: 1 
Kluby radnych
- Platforma Obywatelska – 10 radnych:
  - Anna Rybakiewicz, Remigiusz Łysik, Jacek Sieredziński, Grażyna Jaguszewska, Zbigniew Kurowski, Zbigniew Kropidłowski, Edward Jędruch, Andreas Kardziejonek, Leszek Guździoł, Janusz Szwyd
- Gryf XXI – 6 radnych:
  - Mariusz Jędrak, Waldemar Echaust, Ewelina Żyżniewska - Banaszak, Andrzej Bednarek, Janina Dobosz, Cezary Arciszewski
- niezrzeszeni – 3 radnych:
  - Izabela Wesołowska-Kośmider (Izabela Wesołowska-Kośmider), Mariusz Sarnecki (Prawo i Sprawiedliwość), Paweł Bajer (Prawo i Sprawiedliwość)

### V kadencja (2014-2018)
Gryf XXI: 9 
     PO: 6 
     PIS: 4 
Kluby radnych
- Gryf XXI – 9 radnych:
  - Izabela Wesołowska-Kośmider, Iwona Wierzbicka, Mariusz Jędrak, Dariusz Podhajny, Waldemar Echaust, Andrzej Bednarek, Beata Golisowicz, Anna Ryl, Cezary Arciszewski
- Platforma Obywatelska – 6 radnych:
  - Anna Rybakiewicz, Magdalena Zagrodzka, Zbigniew Kurowski, Antoni Michnowicz, Bartłomiej Pachis, Patrycja Nowak
- Prawo i Sprawiedliwość – 4 radnych:
  - Mariusz Sarnecki, Paweł Mirowski, Tomasz Tokarczyk, Aleksander Milewski

### VI kadencja (2018-2024)
Gryf XXI: 8 
     KO: 6 
     PIS: 4 
     Lokalni: 1 
Prezydium
- Przewodniczący: Cezary Arciszewski
  - Wiceprzewodnicząca: Jolanta Pisarska
  - Wiceprzewodniczący: Janusz Szwyd

Kluby radnych
- Gryf XXI – 8 radnych:
  - Izabela Wesołowska-Kośmider, Iwona Wierzbicka, Dariusz Podhajny, Jacek Fabisiak, Andrzej Bednarek, Cezary Arciszewski, Beata Chmielewska, Małgorzata Siemianowska
- Platforma.Nowoczesna Koalicja Obywatelska – 6 radnych:
  - Shivan Fate, Lech Barański, Joanna Napiwodzka, Albin Majkowski, Janusz Szwyd, Danuta Chylewska-Kęsy
- Prawo i Sprawiedliwość – 4 radnych:
  - Mariusz Sarnecki, Jolanta Pisarska, Dariusz Ostrowski, Marta Gręda
- niezrzeszeni – 1 radny:
  - Aneta Rejczyk-Matysiak (Lokalni)

### VII kadencja (2024-2029)
KO: 9 
     Gryf XXI: 6 
     PIS: 3 
     Trzecia Droga: 1 
Prezydium
- Przewodniczący: Janusz Szwyd
  - Wiceprzewodnicząca: Danuta Chylewska-Kęsy
  - Wiceprzewodniczący: Adam Pacholik

Kluby radnych
- Koalicja Obywatelska – 9 radnych:
  - Shivan Fate, Dorota Krzywicka, Jacek Jekiel, Paulina Pietras-Lewicka, Marek Kaczyński, Janusz Szwyd, Marek Arendt, Zbigniew Pokrzywiński, Danuta Chylewska-Kęsy
- Gryf XXI – 6 radnych:
  - Izabela Wesołowska-Kośmider, Teresa Dera, Jacek Fabisiak, Andrzej Bednarek, Beata Chmielewska, Adam Pacholik
- Prawo i Sprawiedliwość – 3 radnych:
  - Jerzy Okopny, Jolanta Pisarska, Grzegorz Kruszowski
- niezrzeszeni – 1 radny:
  - Tomasz Czubara (Trzecia Droga)